# Bandas críticas
En audiología y psicoacústica, el concepto de las bandas críticas, introducido por Harvey Fletcher en 1933  y refinado en 1940, describe el ancho de banda de frecuencia del "filtro auditivo" creado por la cóclea, el órgano del sentido de la audición dentro del oído interno. Aproximadamente, la banda crítica es la banda de frecuencias audibles dentro de la cual un segundo tono interferirá con la percepción del primero por medio del enmascaramiento sonoro.
De manera psicofisiológica, las sensaciones de batimiento y aspereza sonora pueden ser relacionadas con la inhabilidad del mecanismo de análisis de frecuencia auditivo para descifrar las señales de entrada cuya diferencia de frecuencia es más pequeña que el ancho de banda crítico y el "cosquilleo" irregular resultante del sistema mecánico (membrana basilar) que resuene en respuesta a tales entradas. Las bandas críticas también están íntimamente relacionadas con el fenómeno del enmascaramiento sonoro  – la audibilidad reducida de una señal de sonido cuando está en presencia de una segunda señal de intensidad más alta dentro de la misma banda crítica. El fenómeno de enmascaramiento tiene implicaciones amplias, abarcando desde una relación compleja entre el volumen (marco de referencia perceptivo) hasta los algoritmos de compresión del sonido. 

## Filtros auditivos
Los filtros son usados en muchos aspectos de la audiología y la psicoacústica, incluyendo al sistema auditivo periférico. Un filtro es un dispositivo que aumenta ciertas frecuencias y atenúa otras. En particular, un filtro paso banda permite que un rango de frecuencias dentro del ancho de banda pase a través de éste, mientras que excluye aquellas fuera de las frecuencias de corte.

Un filtro paso banda mostrando la frecuencia central (Fc), las frecuencias de corte baja (F1) y alta (F2), así como el ancho de banda. Las frecuencias de corte baja y alta se definen como el punto donde la amplitud decae 3 dB debajo de la amplitud pico. El ancho de banda es la distancia entre las frecuencias de corte baja y alta, y es el rango de frecuencias pasadas por el filtro.

La forma y organización de la membrana basilar implica que las diferentes frecuencias resuenan particularmente fuerte en puntos diferentes a lo largo de la misma. Esto lleva a una organización tonotópica de la sensibilidad de los rangos de frecuencia a lo largo de la membrana, los cuales pueden ser modelados como un arreglo de filtros paso banda superpuestos conocidos como "filtros auditivos". Los filtros auditivos se asocian con puntos a lo largo de la membrana basilar y determinan la selectividad de frecuencias en la cóclea, y por lo tanto, propician la discriminación del oyente entre los diferentes sonidos. Estos son no lineales, dependientes del nivel y disminuyen de la base al ápice de la cóclea a medida que la afinación de membrana basilar cambia de frecuencia alta a baja. El ancho de banda del filtro auditivo se llama banda crítica, como sugirió por primera vez Fletcher (1940). Si una señal y enmascaramiento se presentan de manera simultánea, entonces sólo las frecuencias enmascaradas, caen dentro de la banda crítica y contribuyen a enmascarar la señal. Entre más grande sea la banda crítica, más baja es la relación señal/ruido (SNR por sus siglas de inglés) y más grande el enmascaramiento de la señal.

Figura 2: El ERB relacionado con la frecuencia central. El diagrama muestra al ERB contra frecuencia central, de acuerdo con la fórmula de Glasberg y Moore.

Otro concepto asociado con el filtro auditivo es el ancho de banda rectangular equivalente (ERB por sus siglas en inglés). El ERB muestra la relación entre el filtro auditivo, la frecuencia y el ancho de banda crítico. Un ERB pasa la misma cantidad de energía que el filtro auditivo que le corresponde y muestra cómo cambia en relación con la frecuencia de entrada. A niveles bajos de sonido, de acuerdo con Glasberg y Moore, el ERB es aproximado por la siguiente ecuación:
ERB(f) = 24.7 * (4.37 f / 1000 + 1)
Donde el ERB está en Hz y f es la frecuencia central en Hz.
Se cree que cada valor del ERB es el equivalente de alrededor de 0.9 mm en la membrana basilar.  El ERB puede ser convertido en una escala que se relaciona con la frecuencia y muestra la posición del filtro auditivo a lo largo de la membrana basilar. Por ejemplo, un número ERB de 3.36 corresponde a una frecuencia en el extremo apical de la membrana basilar, mientras que un número ERB de 38.9 corresponde a la base y un valor de 19.5 cae a la mitad de los dos.
Un tipo de filtro usado para modelar los filtros auditivos es el filtro gammatone. Este proporciona un filtro lineal simple, el cual es, por tanto, fácil de implementar, pero no puede considerar por sí mismo aspectos no lineales del sistema auditivo; sin embargo, es usado en una variedad de modelos del sistema auditivo. Las variaciones y mejoramientos del modelo gammatone del filtro auditivo incluyen al filtro gammachirp, los filtros gammatone "all-pole" y "one-zero", el filtro gammatone de dos lados, los modelos de filtros en cascada y varias versiones dinámicamente no lineales de estos.

## Curvas de afinación psicoacústica
Las formas de los filtros auditivos se encuentran por el análisis de la afinación psicoacústica, las cuales son gráficas que muestran el umbral para la detención de un tono como función de los parámetros del enmascarador.
Las curvas de afinación psicoacústica pueden ser medidas usando el método de corte-ruido. Esta forma de medición puede tomar considerable cantidad de tiempo, durando alrededor de 30 minutos para encontrar cada umbral de emascaramiento. En el método de corte-ruido al sujeto se le presenta un ruido cortado como el enmascarador de una onda sinusoidal (tono puro) como la señal. El ruido cortado es usado como un enmascarador para prevenir que el sujeto escuche pulsaciones que ocurren si una onda sinusoidal es usada para enmascarar. El ruido cortado es aquel con un hueco alrededor de la frecuencia de la señal que el sujeto intenta detectar, y contiene ruido con cierto ancho de banda. El ancho de banda del ruido cambia y los umbrales enmascarados para la onda sinusoidal se miden. Los umbrales enmascarados se calculan a través del enmascaramiento simultáneo cuando la señal es ejecutada para el sujeto al mismo tiempo que el enmascarador y no después.
Para obtener una representación real de los filtros auditivos en un sujeto, muchas curvas de afinación psicoacústica necesitan ser calculadas con la señal a diferentes frecuencias. Para cada curva en medición, por lo menos cinco, aunque de preferencia entre trece y quince umbrales, deben ser calculados con diferentes anchos de corte.  Además, un gran número de umbrales necesitan ser calculados debido a la asimetría de los filtros auditivos, y por tanto, los umbrales también deberían ser medidos con el corte asimétrico a la frecuencia de la señal. Debido a la variedad de mediciones necesarias, la cantidad de tiempo necesario para encontrar la forma de los filtros auditivos de la persona es muy largo. Para reducir la cantidad de tiempo necesario, el método ascendiente puede ser usado cuando se encuentran los umbrales enmascarados. Si el método ascendiente es usado para calcular el umbral, el tiempo necesario para calcular la forma del filtro es reducido dramáticamente, dado que toma alrededor de dos minutos para calcular el mismo.  Esto es porque el umbral es registrado cuando el sujeto escucha por primera vez el tono, en vez de cuando ellos responden a cierto nivel de estímulo en un cierto porcentaje de las veces.

## Anatomía y fisiología de la membrana basilar
El oído humano está conformado de tres áreas: la externa, la media y el oído interno. Dentro del oído interno se sitúa la cóclea. La cóclea es una formación en forma de caracol que permite la transmisión de sonido a través de una ruta neurosensorial en lugar de un camino conductivo.  La cóclea es una estructura compleja, la cual consiste de tres capas de fluido. La rampa vestibular y la rampa media están separadas por la Membrana de Reissner, mientras que la rampa media y la rampa del tímpano se encuentran divididas por la membrana basilar.  El diagrama debajo ilustra el complejo diseño de los compartimientos y sus divisiones:
La membrana basilar se abre conforme progresa de la base al ápice. Por tanto, la base (la parte más delgada) tiene una rigidez más grande que el ápice.  Esto significa que la amplitud de una onda viajando a través de una membrana basilar varía cuando viaja a través de la cóclea.  Cuando una vibración se transporta a través de la cóclea, el fluido dentro de los tres compartimentos causa que la membrana basilar responda de forma ondular. Esta vibración se conoce como "onda de viaje"; este término significa que la membrana basilar no vibra simplemente como una unidad de la base hacia el ápice.
Cuando un sonido se presenta al oído humano, el tiempo que le toma a la onda viajar a través de la cóclea es de solo cinco milisegundos.
Cuando las ondas viajantes de frecuencia baja viajan a través de la cóclea, la onda incrementa en amplitud gradualmente, y después decae casi instantáneamente. La colocación de la vibración en la cóclea depende de la frecuencia del estímulo presente. Por ejemplo, las frecuencias bajas estimulan principalmente el ápice, en comparación con las frecuencias más altas, las cuales estimulan la base de la cóclea. Este atributo de la fisiología de la membrana basilar puede ser ilustrado en forma de un mapa de posición-frecuencia:
La membrana basilar soporta el Órgano de Corti, el cual se sienta dentro de la rampa media.  El Órgano de Corti comprime tanto las células ciliadas externas como las internas. Existen aproximadamente entre 15,000 y 16,000 de éstas en un oído.  Las células externas tienen estereocilios proyectados hacia la membrana tectorial, la cual se sienta sobre el órgano de Corti. Los estereocilios responden al movimiento de la membrana tectorial cuando un sonido causa vibración a través de la cóclea. Cuando esto ocurre, lo estereocilios se separan y un canal es formado para permitir los procesos químicos que toman parte. Eventualmente, la señal alcanza el octavo nervio, seguida por el procesamiento en el cerebro.

## Relación con el enmascaramiento
Los filtros auditivos se encuentran íntimamente relacionados con el enmascaramiento en que son medidos y también en que funcionan en el sistema auditivo. Como se describió previamente, la banda crítica del filtro incrementa en tamaño con el aumento de la frecuencia, y junto con esto el filtro se hace más asimétrico cuando el nivel aumenta.
Se cree que estas dos propiedades del filtro auditivo contribuyen a la propagación ascendente del enmascaramiento, lo cual significa que las frecuencias bajas enmascaran a las frecuencias altas mejor que lo contrario. Dado que incrementar el nivel hace que la pendiente en frecuencias bajas sea menor, por medio del aumento en amplitud, las frecuencias bajas enmascaran a las altas más que cuando el nivel de entrada es menor.
El filtro auditivo puede reducir los efectos de un enmascarador cuando se escucha una señal en ruido de fondo usando la "escucha fuera de frecuencia". Esto es posible cuando la frecuencia central del enmascarador es diferente que la de la señal. En la mayoría de las situaciones el oyente elige hacerlo "a través" del filtro auditivo que está centrado en la señal; sin embargo, si hay un enmascarador presente esto podría no ser apropiado. El filtro auditivo centrado en la señal podría también contener una larga cantidad del enmascarador, causando que el SNR del filtro sea bajo y disminuya la habilidad de la persona para detectar la señal. No obstante, si el oyente escucha por medio de un filtro ligeramente diferente que contuviera una cantidad substancial de la señal pero menos enmascarador, el SNR aumenta, permitiendo a la persona detectar la señal.
El primer diagrama arriba muestra el filtro auditivo centrado en la señal y como algo del enmascarador cae dentro de dicho filtro. Esto resulta en una relación señal/ruido baja. El segundo diagrama muestra el siguiente filtro a lo largo de la membrana basilar, el cual no está centrado en la señal pero contiene una cantidad sustancial de señal y menos enmascarador. Esto reduce el efecto del enmascarador, al incrementar el SNR. 
Lo anterior aplica para el modelo de espectro-potencia del enmascaramiento. En general, este modelo confía en el sistema auditivo como contenedor del arreglo de filtros auditivos y elector del filtro con la señal en su centro o con el mejor SNR. Solo el enmascardor que cae dentro del filtro auditivo contribuye al fenómeno y el umbral de la persona para escuchar la señal es determinada por ese enmascarador.

## Filtros auditivos normales y dañados
En un oído normal el filtro auditivo tiene una forma similar a la que se muestra abajo. Esta gráfica refleja la selectividad de frecuencia y la afinación de la membrana basilar.
La afinación de la membrana se debe a su estructura mecánica. En la base de la membrana basilar, es estrecha y es más sensible a las frecuencias altas. Sin embargo, el ápice de la membrana es amplio y flexible, por lo cual es más sensible a las frecuencias bajas. Por lo tanto, diferentes secciones de la membrana basilar vibran dependiendo de la frecuencia del sonido y otorgan una respuesta máxima en esa frecuencia en particular.
Sin embargo, en un oído dañado el filtro auditivo tiene una forma diferente comparada con la de un oído normal.
El filtro auditivo de un oído dañado es más plano y ancho, comparado con un oído normal. Esto es así porque la selectividad de frecuencias y la afinación de la membrana basilar son reducidas cuando las células ciliadas externas sufren daño. Cuando solo las células ciliadas externas se perjudican, el filtro es más ancho en el lado de las frecuencias bajas. Cuando tanto las células ciliadas externas e internas se dañan, el filtro es más amplio en ambos lados. Esto es menos común. El ensanchamiento del filtro auditivo se da principalmente en el lado de las frecuencias bajas del filtro. Esto incrementa la susceptibilidad del enmascaramiento en frecuencias bajas, o sea, la extensión ascendente del enmascaramiento como se describió anteriormente.